# صوت الشعب (صحيفة فلسطينية)
صوت الشعب هي صحيفة فلسطينيّة سياسيّة إخباريّة كانت تصدر بشكل أسبوعيّ في فترة الإنتداب البريطانيّ في فلسطين. أنشأها الدكتور يوسف أبي العراج ورأس إدارتها الأستاذ يوسف يعقوب الدبدوب عقب بداية صدورها. بعد ذلك، رأسها الأستاذ سابا البندك. أما صاحب الامتياز ورئيس التحرير فهو الأستاذ عيسى البندك الذي تابع تحرير الصحيفة بالرغم من توليه منصب رئاسة بلدية بيت لحم. صدرت الصحيفة عام 1922 حتى إغلاقها مع نشوب الحرب العالمية الثانية ومن ثم استأنفت الصدور عام 1947. كانت تُطبع الصحيفة في سنواتها الأولى بمطبعة مرآة الشرق بالقدس، وبعد ذلك افتتحت مطبعتها الخاصة في بيت لحم. بقيت تصدر الصحيفة (بشكل متقطع) حتى العام 1957 حتى أغلقت أبوابها نهائيّا. حملت الصحيفة راية الدفاع عن العروبة بشكل خاص والشّرق بشكل عام، فاهتمت بقضاياه وشؤونه.